# Heinersberg (Nordhalben)

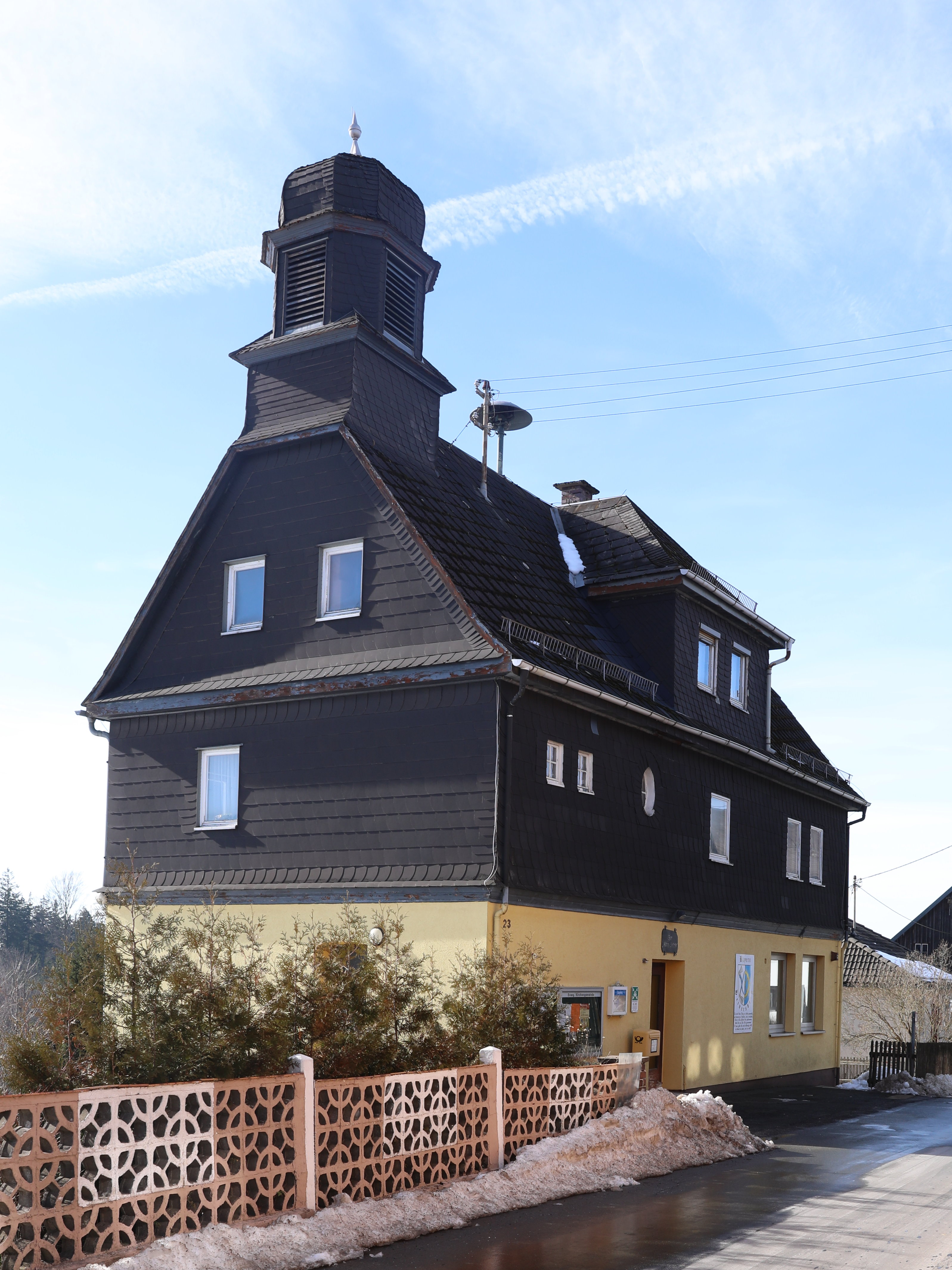
Altes Schulhaus

Heinersberg ist ein Gemeindeteil des Marktes Nordhalben im oberfränkischen Landkreis Kronach in Bayern.

## Geographie
Das Straßendorf liegt am nordöstlichen Rand des Landkreises Kronach im Naturpark Frankenwald. Es ist eine Rodungsinsel und befindet sich am Steilhang der Fränkischen Muschwitz, kurz bevor sie bei der Krögelsmühle in die Rodach mündet. Dort befindet sich das Naturschutzgebiet Fränkische Muschwitz.
Die Kreisstraße KC 23/HO 30 führt nach Thomasmühle bei Nordhalben zur Staatsstraße 2198 (2 km südwestlich) bzw. nach Langenbach (3,8 km östlich).

## Geschichte
Heinersberg wurde 1323/1328 als Heinrichstorf im Bamberger Urbar genannt. Es war ein Ausbauort der Burg Nordhalben. 1356 fiel der Teil östlich der Rodach mit Heinersberg an die Grafen von Orlamünde und deren Herrschaft Lichtenberg. Im Jahr 1430 übernahmen die Herren von Waldenfels die Lehensherrschaft und führten 1528 die Reformation ein. 1618 verkauften die Herren von Waldenfels die Herrschaft Lichtenberg mit Heinersberg, die schließlich im Jahr 1628 in Besitz von Markgraf Christian von Brandenburg-Bayreuth kam. Heinersberg gehörte somit zur Markgrafschaft Brandenburg-Bayreuth. Die Rodach bildete die Grenze zum Hochstift Bamberg und war evangelisch-katholische Konfessionsgrenze.
Heinersberg bildete mit Krögelsmühle eine Realgemeinde. Gegen Ende des 18. Jahrhunderts gab es 18 Anwesen (ein Gut, acht Gütlein, ein halbes Gütlein, sechs Tropfhäuser, ein Vierteltropfhaus, eine Mühle). Das Hochgericht übte das bayreuthische Richteramt Lichtenberg aus. Die Dorf- und Gemeindeherrschaft sowie die Grundherrschaft hatte das Kastenamt Lichtenberg inne. Neben den Anwesen gab es noch ein Forsthaus, das dem Fürstentum Bayreuth direkt unterstellt war.
1791 fiel das Amt Lichtenberg an das Königreich Preußen. Von 1797 bis 1807 gehörte der Ort zum preußischen Justiz- und Kammeramt Naila. Danach stand es unter französischer Besatzung, 1810 kam es zum Königreich Bayern. Mit dem Gemeindeedikt wurde Heinersberg dem 1808 gebildeten Steuerdistrikt Steinbach bei Geroldsgrün zugewiesen. Mit dem Zweiten Gemeindeedikt (1818) entstand die Ruralgemeinde Heinersberg, zu der Bayreuther Schneidmühle, Grund, Krögelsmühle, Schnappenmühle und Stoffelsmühle gehörten. Sie war in Verwaltung und Gerichtsbarkeit dem Landgericht Naila zugeordnet und in der Finanzverwaltung dem Rentamt Lichtenberg. In der ersten Hälfte des 19. Jahrhunderts wurde auf dem Gemeindegebiet Neuschneidmühle gegründet. 1837 wurde Heinersberg dem Landgericht Nordhalben und dem Rentamt Rothenkirchen (ab 1919 Finanzamt Rothenkirchen) überwiesen. Von 1862 bis 1880 und von 1888 bis 1931 gehörte Heinersberg zum Bezirksamt Teuschnitz, von 1880 bis 1888 und ab 1931 zum Bezirksamt Kronach (ab 1939 Landkreis Kronach). Die Gerichtsbarkeit blieb beim Landgericht Nordhalben (1879 in das Amtsgericht Nordhalben umgewandelt), seit 1929 ist das Amtsgericht Kronach zuständig. Die Finanzverwaltung übernahm 1929 das Finanzamt Kronach. Die Gemeinde hatte eine Fläche von 1,247 km².
1879 wurde die Feuerwehr gegründet. Die alte Schule wurde Mitte der 1920er Jahre errichtet. Ab Ende der 1960er Jahre gingen die Heinersberger Kinder in die Nordhalbener Volksschule. Der Lehrer bewohnte eine Wohnung im Obergeschoss, außerdem war das Gemeindebüro im Schulhaus untergebracht. Seit der Gebietsreform dient das Gebäude mit einem durch einen Anbau vergrößerten Saal Veranstaltungen aller Art.
Am 1. Mai 1978 wurde Heinersberg im Zuge der Gebietsreform in Bayern nach Nordhalben eingemeindet.

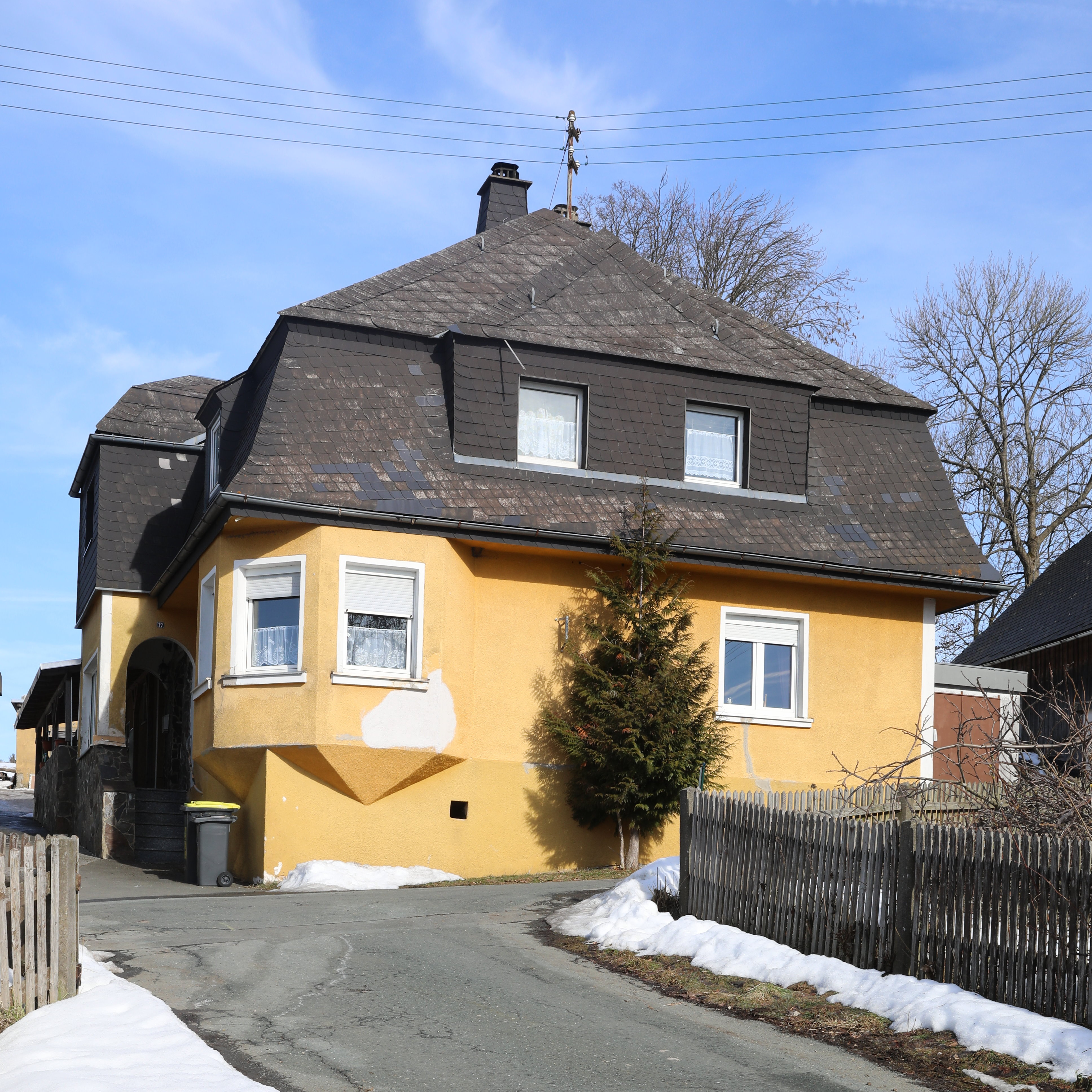
Wohnhaus

### Einwohnerentwicklung
Gemeinde Heinersberg
| Jahr | Einwohner | Häuser | Quelle |
| ---- | --------- | ------ | ------ |
| 1840 | 259       |        | [ 13 ] |
| 1852 | 245       |        | [ 13 ] |
| 1855 | 257       |        | [ 13 ] |
| 1861 | 240       |        | [ 14 ] |
| 1867 | 257       |        | [ 15 ] |
| 1871 | 258       | 38     | [ 16 ] |
| 1875 | 249       |        | [ 17 ] |
| 1880 | 262       |        | [ 18 ] |
| 1885 | 224       | 40     | [ 19 ] |
| 1890 | 219       | 43     | [ 20 ] |
| 1895 | 211       |        | [ 13 ] |
| 1900 | 230       | 41     | [ 21 ] |

| Jahr | Einwohner | Häuser | Quelle |
| ---- | --------- | ------ | ------ |
| 1905 | 205       |        | [ 13 ] |
| 1910 | 205       |        | [ 22 ] |
| 1919 | 203       |        | [ 13 ] |
| 1925 | 198       | 43     | [ 23 ] |
| 1933 | 199       |        | [ 24 ] |
| 1939 | 194       |        | [ 24 ] |
| 1946 | 282       |        | [ 24 ] |
| 1950 | 286       | 47     | [ 25 ] |
| 1952 | 275       |        | [ 24 ] |
| 1961 | 240       | 89     | [ 8 ]  |
| 1970 | 203       |        | [ 26 ] |

Dorf Heinersberg
| Jahr      | 001818 | 001861 | 001871 | 001885 | 001900 | 001925 | 001950 | 001961 | 001970 | 001987 | 002014 |
| Einwohner | 139    | 140    | 148    | 138    | 134    | 138    | 179    | 164    | 139    | 126    | 70     |
| Häuser    | 17     |        |        | 23     | 25     | 26     | 28     | 32     |        | 42     |        |
| Quelle    | [ 7 ]  | [ 14 ] | [ 16 ] | [ 19 ] | [ 21 ] | [ 23 ] | [ 25 ] | [ 8 ]  | [ 26 ] | [ 27 ] | [ 1 ]  |

## Religion

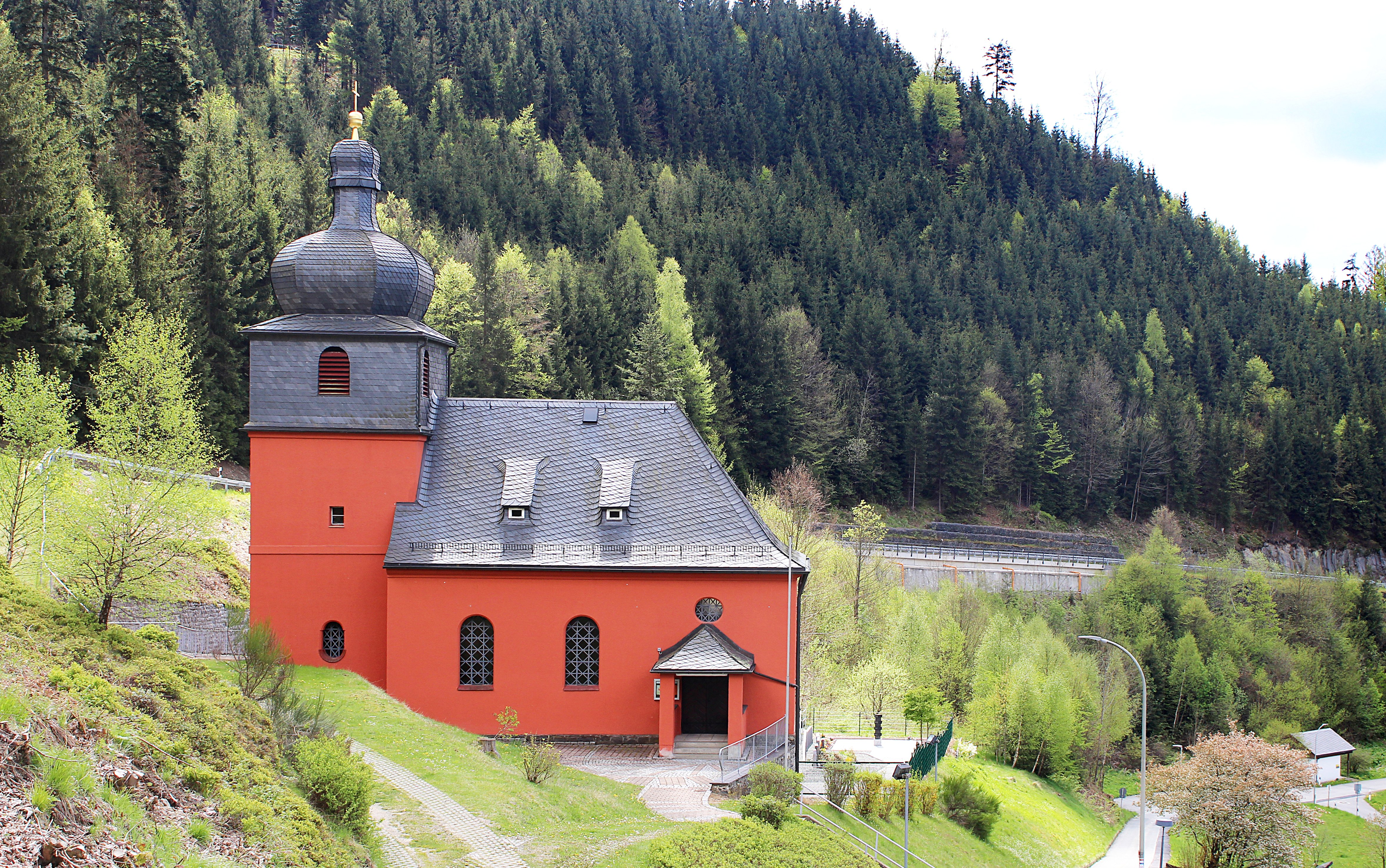
Die 1926 eingeweihte „Jubilate-Kirche im Grund“

Der Ort war seit der Reformation evangelisch-lutherisch geprägt und nach St. Jakobus (Geroldsgrün) gepfarrt. In Heinersberg gab es seit dem 19. Jahrhundert eine evangelische Bekenntnisschule.
Im Jahr 1924 wurde in Heinersberg ein exponiertes evangelisch-lutherisches Vikariat eingerichtet. Am 25. Juni 1926 folgte die Einweihung der Jubilate-Kirche, die im Gemeindeteil Grund gebaut worden war. 1957 wurde der Gemeindesaal und 1959 die Orgel eingeweiht. Die neubarock gestaltete Kirche ist ein einschiffiger Saalbau mit abgewalmtem Dach und eingezogenem Chorturm mit verschieferter Zwiebel. Seit 1969 ist die evangelische Kirchengemeinde Heinersberg-Nordhalben eine selbstständige Pfarrstelle. Zum Kirchensprengel gehören neben Heinersberg und Nordhalben die Orte Steinwiesen, Nurn, Neufang sowie Birnbaum.
Die seit dem 19. Jahrhundert bezeugte katholische Minderheit ist von Anbeginn nach St. Bartholomäus in Nordhalben gepfarrt.

## Wappen
Das Wappen stammt von 1968. Es ist gespalten von Silber und Blau und zeigt vorne schräg gekreuzt eine blaue Fällaxt sowie eine blaue Schlaghacke mit dem Blatt nach unten. Hinten befindet sich ein halbes goldenes Mühlrad am Spalt. Die Geräte belegen die Tätigkeit der Bürger in Landwirtschaft und Forstwesen. Das halbe Mühlrad weist auf die vielen alten Mühlen in der Gemarkung. Die Farben deuten auf die einstigen Herrschaftsverhältnisse. Silber und Blau sind dem Wappen der Freiherren von Waldenfels entlehnt, Gold und Blau dem Wappen des Klosters Langheim.